# Loving You (альбом Ширли Хорн)
Loving You — студийный альбом американской певицы и пианистки Ширли Хорн, выпущенный 11 февраля 1997 года на лейбле Verve Records.
За этот альбом Ширли Хорн получила очередную номинацию на премии «Грэмми» за лучшее джазовое исполнение.

## Отзывы критиков
Рецензент AllMusic Скотт Яноу заявил, что Хорн продолжает действовать по формуле, которая сделала её известной, выдавая одну очень медленную балладу за другой. Интимная музыка имеет очень мало разнообразия, и, по мнению Яноу, её следует слушать в небольших дозах. Пение Хорн полно тонких эмоций и чувственности, особенно на таких номерах, как «Somebody To Light Up My Life», «In The Dark», «Kiss And Run» и «The Island», но никаких реальных сюрпризов не происходит, отчего мечтательное настроение может ввергнуть в сон.

## Список композиций
| №                   | Название                           | Автор(ы)                                            | Длительность |
| ------------------- | ---------------------------------- | --------------------------------------------------- | ------------ |
| 1.                  | «Loving You»                       | Арти Батлер, Норман Мартин                          | 4:21         |
| 2.                  | «The Man You Were»                 | Альберт Ван Дам, Мартин Холл                        | 4:11         |
| 3.                  | «Dreamy»                           | Эрролл Гарнер, Сидни Шоу                            | 4:03         |
| 4.                  | «Somebody to Light up My Life»     | Антониу Карлос Жобин, Джин Лис, Винисиус ди Морайс  | 4:36         |
| 5.                  | «In the Dark»                      | Лил Грин                                            | 5:17         |
| 6.                  | «Should I Surrender»               | Адам Росс, Уильям Ландау, Дуглас Пауэлл, Ширли Хорн | 4:06         |
| 7.                  | «Love Dance»                       | Иван Линс, Витор Мартинс, Пол Уильямс               | 5:36         |
| 8.                  | «Kiss and Run»                     | Рене Денонсен, Уильям Энвик, Джек Леду              | 4:48         |
| 9.                  | «The Island»                       | Алан Бергман, Мэрилин Бергман                       | 7:55         |
| 10.                 | «It Amazes Me»                     | Сай Коулман, Кэролин Ли                             | 2:36         |
| 11.                 | «(All of a Sudden) My Heart Sings» | Гарольд Ром, Жан Мари Бланвиллен, Анри Арпан        | 5:58         |
| Общая длительность: | Общая длительность:                | Общая длительность:                                 | 53:27        |

## Участники записи
- Ширли Хорн — фортепиано, вокал
- Алекс Акунья[англ.] — ударные
- Джордж Местерхази — гитара, клавишные, фортепиано
- Стив Новосел[англ.] — контрабас
- Стив Уильямс[англ.] — ударные
- Терренс Уильямс — ударные

## Чарты
| Чарт (1997)                                 | Высшая позиция |
| ------------------------------------------- | -------------- |
| США (Billboard Top Jazz Albums)             | 12             |
| США (Billboard Top Traditional Jazz Albums) | 4              |